# Percy Smythe (8e vicomte Strangford)
Percy Ellen Algernon Frederick William Sydney Smythe, 8e vicomte Strangford (26 novembre 1825 - 9 janvier 1869) est un noble britannique et un homme de lettres. 

## Jeunesse
Il est né à Saint-Pétersbourg, en Russie, fils du 6e vicomte Strangford, ambassadeur britannique, en Turquie ottomane, Suède et Portugal. Pendant toutes ses premières années, Percy Smythe est presque aveugle, du fait, pensait-on, que sa mère a subi de très grandes difficultés lors d'un voyage en mer Baltique par temps hivernal peu de temps avant sa naissance. 
Son éducation commence à la Harrow School, d'où il est allé au Merton College d'Oxford. Il excelle comme linguiste et est nommé par le vice-chancelier d'Oxford en 1845 comme attaché étudiant à Constantinople. 

## Carrière
Pendant son séjour à Constantinople, où il a servi sous Stratford Canning, Smythe acquiert une maîtrise non seulement du turc et de ses dialectes, mais de presque toutes les formes du grec moderne, de la langue des lettrés d'Athènes au romique le moins hellénisé. Il avait déjà une grande connaissance du persan et de l'arabe avant de se diriger vers l'est, mais jusqu'à ce que ses fonctions le conduisent à étudier le passé, le présent et l'avenir de l'empire du sultan, il n'a prêté aucune attention aux langues qu'il décrivait comme celles de la canaille, dans et autour de la péninsule balkanique. 
En succédant à son frère comme vicomte Strangford en 1857, il continue à vivre à Constantinople, plongé dans les études culturelles. Enfin, il est retourné en Angleterre et a écrit beaucoup, parfois dans le Saturday Review, parfois dans le Quarterly Review, et beaucoup dans la Pall Mall Gazette. Une critique assez sévère dans le premier de ces organes de l'ouvrage sur les sépulcres égyptiens et des sanctuaires syriens d'Emily Anne Beaufort (1826–1887) aboutit à un résultat peu habituel, le mariage du critique et de l'auteur,. 
L'un des documents les plus intéressants que Lord Strangford ait jamais écrit est le dernier chapitre du livre de sa femme sur les rives orientales de l'Adriatique. Ce chapitre est intitulé "Chaos" et est le premier de ses écrits qui le fait largement connaître parmi les étudiants attentifs de politique étrangère. À partir de ce moment, tout ce qu'il écrit est regardé avec un intérêt intense, et même lorsqu'il est anonyme, il n'y a pas la moindre difficulté à reconnaître son style, car il ne ressemble à aucun autre. 
Percy Smythe est  président de la Royal Asiatic Society en 1861-1864 et 1867-1869.

## Vie privée
En 1862, Smythe épouse l'illustratrice et écrivaine Emily Anne Beaufort (1826–1887), fille de Francis Beaufort. 
À sa mort en 1869, ses titres ont disparu. Une sélection des écrits du vicomte Strangford sur des sujets politiques, géographiques et sociaux est éditée par sa veuve et publiée en 1869. Ses lettres et documents originaux sur la philologie et les sujets apparentés ont également été édités par Lady Strangford (1878),.